# The Lurking Horror
The Lurking Horror est un jeu vidéo de fiction interactive conçu par Dave Lebling et publié par Infocom à partir de 1987 sur Amiga, Amstrad CPC, Apple II, Atari 8-bit, Atari ST, Commodore 64, DOS et Apple Macintosh. Le jeu raconte une histoire surnaturelle inspirée des romans de H. P. Lovecraft et notamment du Mythe de Cthulhu. Le jeu s'est vendu à plus de 20 000 exemplaires sur la période 1987-1988.